# أم حارتين يهودية
أم حارتين يهودية قرية في ناحية خربة تين نور التابعة لمنطقة حمص في محافظة حمص في سورية. تعتبر منطقة زراعية قديمة مع سرجة ، الحجر ، الناعم، قرحا ، أم العظام ،خربة تين وخربة غازي، في شمال شرق بحيرة قطينة ، يقطنها فلاحون يشتهرون بزراعة القمح والفجل والبطاطا . كانت سابقا وقبل التأميم مع كل ما سبق من القرى تحت املاك آل السباعي عليها حسني ادريس الملاك على القرية.